# Биг бег
Биг бегът (гъвкав контейнер), (на английски: big bag, или FIBC) представлява голям чувал с квадратно сечение, с големи размери и товароносимост. В горната си част има 2 – 4 уши за закачване на кука.
Използва се за съхраняване и транспортиране на сухи насипни товари като пясък, цимент, гранулирани пластмаси, изкуствени торове, смеси и др.
Произвеждат се от полипропиленови или полиамидни гъвкави тъкани. За по-добра защита от влага тъканите могат да бъдат пропити или ламинирани.
В зависимост от предназначението си, биг беговете могат да бъдат:
- Електростатични (типове B, C и D)
- За хранителни и фармацевтични товари
- За опасни товари (в съответствие с изискванията на ООН)

Стандартните размери на биг бега са 90х90 см и височина от 90 см до 2 м. Товароподемността им е от 1 до 3 тона. Превозват се на палети. В горната си част биг бегът има улей, през който се насипва съдържанието, а в долната – друг улей за изсипване. По ъглите може да е армиран, а дъното – уякчено.
Предимствата на биг беговете са, че са евтини, намаляват разходите за товарене и разтоварване и не заемат много място, когато се превозват празни. Днес около 250 милиона тона товари годишно се превозват и съхраняват в гъвкави контейнери.